# Relaciones Cuba-República Dominicana
Las relaciones Cuba–República Dominicana se refiere a las relaciones bilaterales entre la República Dominicana y la República de Cuba. La República Dominicana tiene una Embajada en La Habana y Cuba tiene una Embajada en Santo Domingo.

## Historia
Ambos países fueron originalmente colonias de España y tuvieron esclavos importados de África Occidental para proporcionar mano de obra a las plantaciones. Como resultado, ambos países tienen una demografía similar. En 1947, Fidel Castro se alistó en la Expedición de Cayo Confites, una organización paramilitar dedicada a derrocar a Rafael Leónidas Trujillo. Las acciones de Castro servirían más tarde como una de las razones por las que Trujillo rompió relaciones con Cuba en 1959.
Las relaciones entre las dictaduras de Fulgencio Batista y Rafael Leónidas Trujillo fueron muy tensas, Batista incluso se planteo invadir República Dominicana. Sin embargo el avance de las fuerzas de Fidel Castro en Cuba hizo que las relaciones entre ambos mejoraran y tras el triunfo de la Revolución cubana, Batista se exilio a Santo Domingo. Tanto Fidel Castro como Rafael Leónidas Trujillo invirtieron en armamento para defenderse en caso de una hipotética invasión desde el otro país. El gobierno cubano apoya al Movimiento de Liberación Dominicana y al Ejército de Liberación Dominicana fundados en La Habana en marzo de 1959. Por su lado, Trujillo apoya a la Legión Anticomunista del Caribe. Finalmente el 14 de junio de 1959 Cuba patrocino un intento de invasión a República Dominicana desde Maimón y Estero Hondo en un intento de crear una guerrilla contra Trujillo liderada por Jiménez Moya quién moriría en la expedición, la mayoría de los expedicionarios eran dominicanos pero también habían venezolanos y cubanos como Delio Gómez Ochoa. La acción fue un rotundo fracaso.
El 8 de agosto de 1959 en Cuba más de 1.000 personas, en su mayoría ganaderos son detenidos, el gobierno de Fidel Castro los vincula a Trujillo. Ese mismo mes la Legión Anticomunista del Caribe lanza una fallida invasión a Cuba. El 24 de febrero de 1960 104 acusado de la "conspiración trujillista" son condenados a 30 años de prisión.
Posteriormente las dictaduras de Fidel Castro y Rafael Leónidas Trujillo entrarían en una especie de pacto de no agresión, acercando posturas ante la necesidad de defenderse de la creciente presión que Estados Unidos estaba ejerciendo. En la Organización de los Estados Americanos Cuba votó en contra de crear una comisión que investigara los motivos y actores en el Intento de asesinato de Rómulo Betancourt. El 6 de enero de 1961 en una emisora de radio el Che Guevara se refirió al líder dominicano como "el nuevo amigo". La vocera del trujillismo Radio Caribe por su parte declaró que el trujillismo había significado la vanguardia socialista en la región antes de la llegada de la Revolución cubana.
Tras el derrocamiento de Rafael Leónidas Trujillo, las relaciones se fueron estrechando a través de diversos intercambios deportivos y culturales. En 1967 el presidente Joaquín Balaguer culpo a Fidel Castro de estar destras de la inestabilidad del país, tras varios tiroteos y atentados con bombas en Santo Domingo. Balaguer ordenó el despliegue de unidades del ejército y la marina en la ciudad para contener la violencia y advirtió por radio que cientos de comunistas intentaban fomentar una revolución para derrocar su gobierno y sumergir al país en otra guerra civil.
El 2 de febrero de 1973 ocurrió el Desembarco de Playa Caracoles, cuando un grupo de guerrilleros procedentes de Cuba y liderados por Francisco Caamaño desembarcó de la pequeña embarcación del Black Jak en Playa Caracoles con el objetivo de iniciar un frente guerrillero contra el gobierno de Joaquín Balaguer, la operación fue un fracaso y muchos de sus miembros fueron capturados y ejecutados.
En la década de 1980, se iniciaron comunicaciones informales entre representantes de ambos gobiernos para discutir la posibilidad de restablecer las relaciones. En 1998, ambos países acordaron reabrir sus consulados. Fidel Castro asistió a la inauguración del Consulado de Cuba en Santo Domingo. Los Estados Unidos en ese momento, desaprobaron enérgicamente la reapertura de relaciones diplomáticas y se produjeron varias protestas en Estados Unidos a favor de la apertura de relaciones y la eliminación de sanciones contra Cuba. En 1999, Castro visitó de nuevo República Dominicana para inaugurar el politécnico Máximo Gómez que fue donado por La Habana

## Comercio
En 2015, República Dominicana exportó bienes por valor de 61 millones de dólares, mientras que importó 38 millones. Las exportaciones de la RD a Cuba crecieron un 70% entre 2010 y 2015, mientras que las exportaciones cubanas crecieron un 38% en el mismo periodo.
En 2018, Cuba y la RD formalizaron un acuerdo comercial para reducir los aranceles de los productos que se envían entre ellos. Además, el acuerdo comercial incluye la reducción de las barreras comerciales y la creación de un estándar establecido para ciertas regulaciones en el comercio para permitir un comercio más fácil. El acuerdo fue firmado en Santo Domingo por el canciller dominicano Miguel Vargas Maldonado y el ministro cubano de Comercio Exterior Rodrigo Malmierca.